# اوتارخان گرجی
اوتار خان گرجی از حاکمان گرجی ایران در دورهٔ صفویه بود.
اوتار خان در هنگام سلطنت شاه عباس یکم ریاست ایل پازوکی و حکومت خوار، سمنان، دماوند و فیروزکوه را داشت. با جلوس شاه صفی وی در منصب خود ابقا شد و چون مورد اعتماد شدید شاه صفی بود، منصب میرشکارباشی را نیز دارا گردید. با جلوس شاه عباس دوم قدرت و اعتبار اوتار خان به اوج خود رسید. وی در سال ۱۰۵۶ ق از سوی شاه عباس دوم به سفارت هندوستان فرستاده شد. در هنگام محاصرهٔ قندهار وی با منصب رئیس ایل جمشکزک در این عملیات شرکت داشت. در سال ۱۰۵۹ با رسیدن خبر بیماری محراب خان حاکم قندهار، حکومت قند هار به اوتارخان داده شد. وی به همراه واختانگ بیک گرجی، در مقابل حملات متعدد هندیان به قندهار دلیرانه مقاومت نمود.
وی برادر کرجاسبی بیک گرجی و گرگین سلطان گرجی بود.